# Nationalpark Kiskunság
Der Nationalpark Kiskunság (ungarisch Kiskunsági Nemzeti Park) ist ein Schutzgebiet in Ungarn. Er wurde 1975 ausgewiesen und ist 505,28 km² groß und der zweitgrößte Nationalpark Ungarns und besteht aus neun voneinander getrennten Teilgebieten beziehungsweise drei der Nationalparkverwaltung zugeordneten Landschaftsschutzgebieten. Die Nationalparkflächen überschneiden sich zum großen Teil mit dem flächenmäßig kleineren Biosphärenreservat Kiskunság (HUKN20009).
Verschiedene Teilflächen im Nationalpark wurden von Ungarn als RAMSAR-Schutzgebiete ausgewiesen mit einer ersten Deklaration am 11. April 1979 und sind streng geschützt. Der Nationalpark Kiskunság hat seinen Verwaltungssitz in der nahegelegenen Stadt Kecskemét.

## Geographie
Der Nationalpark hat eine Gesamtfläche von ca. 530 km² und besteht aus Salinensteppen, Salzwasserseen, Süßwasserquellen mit kleinen Bachläufen und Flüssen, Altwässern, Süßwasserseen und Sumpfflächen des Donau-Theiß-Sandrückens, Auenwälder unteren Theiß-Region, Sandbänken und Sandsteppen, Lössufer im Donautal. Zum Kerngebiet den Nationalparks zählen die drei ausgewiesenen Flächen des Landschaftsschutzgebietes „Pusztaszer“ mit einer Fläche von 22226 ha, des Landschaftsschutzgebietes „Mártély“ mit einer Fläche von 2260 ha und das stark fragmentierte Landschaftsschutzgebiet „Körös-ér“ im Bereich der südlichen Staatsgrenze Ungarns mit Serbien.

## Schutzgebietsflächen

### Oberer Kiskunság Seen
Dieses Kerngebiet im Nationalpark ist streng geschützt und wurde von Ungarn als Ramsar-Schutzgebiet mit der Ramsar-Gebietsnummer 187 am 11. April 1979 ausgewiesen.
In diesem Teil des Nationalparks befinden sich Salzseen und Sümpfe, die sich in den vorhandenen Senken gebildet haben. Dieses 3905 ha große Gebiet verfügt über flache und große Gewässer die nahrungsreiche Rastplätze für Zugvögel bieten.

### Obere Kiskunsági Puszta
Das Steppengebiet mit seinen Salzseen ist von Ungarn als streng geschütztes Ramsar-Schutzgebiet mit der Ramsar-Gebietsnummer 1646 am 6. Oktober 2006 deklariert worden.
Durch die Flussregulierung in der ehemaligen Donauaue wurde die Versalzung der weitgehend ausgetrockneten Flächen begünstigt und die vorhandene Flora und Fauna entspricht eher der ungarischen Puszta. Das Schutzgebiet bedeckt 11000 ha alkalische und karbonatreiche Steppen, Salzwiesen, Weiden und im Rahmen von Wiedervernässungen und dem Rückbau der Entwässerungsinfrastruktur entstanden neue Feuchtgebiete und kleine flache Seen die von verschiedenen Wasservogelarten besiedelt werden.

### Orgoványi Wiesen
Die Landschaft zwischen den Dörfern Ágasegyháza und Orgovány besteht weitgehend aus Sümpfen, Mooren, Feuchtwiesen, Salinenwiesen und Sandbänken. Dieser Teilbereich des Nationalparks wurde auf einer Fläche von 3753 ha seit dem Jahr 1976 als Landschaftsschutzgebiet geschützt und er wurde bei der Neueinstufung im Jahr 1990 in das Kerngebiet des Nationalparks Kiskunság eingegliedert. Im östlichen Teil der Orgoványi Wiesen befinden sich periodisch überflutete Feuchtgebiete und Wiesen. Im westlichen Teil begrenzen Sanddünen das Schutzgebiet die von besonderen Pflanzen- und Tierarten besiedelt werden.

### Peszéradacs Wiesen
Die Peszéradacs Wiesen bestehen aus vielfältigen Lebensräumen wie Mooren, Sumpfwiesen, Sandbänken und Sandwäldern. Auf einer Teilfläche im Schutzgebiet befindet sich das „Turjánvidék“ Moorgebiet mit einer Ausdehnung auf 5757 ha das durch extensive Tierhaltung in einem naturnahen Zustand erhalten wurde.

### Kolon-See
Das Schutzgebiet mit dem Kolon-See und der angrenzenden Flächen im Kerngebiet des Nationalparks wurde von Ungarn als streng geschütztes Ramsar-Schutzgebiet mit der Ramsar-Gebietsnummer 902 am 30. April 1997 ausgewiesen.
Der einst ausgedehnte See ist heute ein Schilf-, Sumpf-, Weiden- und Schlammsee und mit einer Fläche von 2.962 ha der größte Süßwassersumpf im Nationalpark Kiskunság. Ursprünglich war er ein Nebenfluss der Donau und ist heute von der Ansammlung von Sedimenten und der darin produzierten Menge an organischer Substanz stark verlandet. Die durchschnittliche Tiefe des Sees beträgt 60 bis 80 cm und ist stark mit Algen bewachsen. In den flacheren Abschnitten und den Uferzonen haben Versalzungs- und Torfbildungsprozesse begonnen die als permanenter Nist- und Futterplatz für verschiedene Vogelarten dienen.

### Sanddünen von Fülöpháza
Das 1992 ha große Schutzgebiet ist ein vorrangiges Schutzgebiet, welches seit Gründung des Nationalparks im Jahr 1975 geschützt wird. Es besteht aus Treibsandzonen des Kiskunság-Sandrückens die mit Wanderdünen bedeckt sind. Die Höhe der Dünen variiert zwischen 117 m und 130 m. Der größte Teil der Flächen besteht aus offenem Sandgrasland mit einer an die klimatischen Bedingungen angepassten Flora und Fauna.

### Biosphärenreservat Bugac-Puszta
Es ist das größte und komplexeste Gebiet des Nationalparks und zusätzlich als Biosphärenreservat ausgewiesen. Auf einer Gesamtfläche von 11488 ha die sich in zwei etwa gleichgroße Teilflächen aufteilt wechseln sich Sandebenen, Hügel, Salzseen und Sümpfe ab. Der Ursprung dieser Landschaftsstruktur wurde von zwei großen Sanddünenketten gebildet.

### Szikra und Alpár-Wiese
Dies ist das kleinste Kerngebiet des Nationalparks auf einer Fläche von 1038 ha mit den Donau-Nebengewässern von Szikra und Alpár und der angrenzenden Galerie- und Sumpfwälder, Auensümpfe und Feuchtwiesen.

### Mikla Puszta
Durch die Flussregulierung der Donau im 19. Jahrhundert wurde Mikla Puszta zur vielfältigsten Salzlandschaft Ungarns mit einer Vielzahl von erodierten Oberflächen, kurzlebigen Tümpeln und Salzsteppen. Seine 6241 ha große Schutzgebietsfläche besteht aus Salzwiesen, extensiv genutzten Weiden, Salztonebenen und einzigartigen Hochterrassen.

## Flora
Durch die große Anzahl der Lebensräume, die unterschiedlichen Lebensraumtypen, welche auf vielen Schutzgebietsflächen sich miteinander vermischen und durch den menschlichen Einfluss mit Bemühungen der teilweisen Wiederherstellung der ursprünglichen naturnahen Biotope, bietet der Nationalpark einer großen Anzahl an Pflanzenarten ein zu Hause. Unter den geschützten Pflanzenraritäten befinden sich neun Orchideenarten die im Nationalpark beheimatet sind. Beispielhaft sind einige der Pflanzenarten genannt die durch Untersuchungen auf den Flächen nachgewiesen wurden.
Die Bastard-Schwertlilie (Iris spuria), der Rau-Tragant (Astragalus asper), Cirsium brachycephalum, Clematis integrifolia, die Salz-Kresse (Lepidium cartilagineum), das Echte Federgras (Stipa pennata), der Steppenschleier-Strandflieder (Limonium gmelinii), die Große Spinnen-Ragwurz (Ophrys sphegodes), das Wanzen-Knabenkraut (Anacamptis coriophora), das Kleine Knabenkraut (Anacamptis morio), die Groß-Kreuzblume (Polygala major), die Herbst-Drehwurz (Spiranthes spiralis), das Helm-Knabenkraut (Orchis militaris), die Strand-Aster (Tripolium pannonicum), die Sumpf-Siegwurz (Gladiolus palustris), Anacamptis laxiflora, das Kleine Knabenkraut (Anacamptis morio), das Wanzen-Knabenkraut (Anacamptis coriophora), die Schminkwurz (Alkanna tinctoria), das Gewöhnliche Nadelröschen (Fumana procumbens), Stipa borysthenica, die Sand-Lotwurz (Onosma arenaria), die Spät-Nelke (Dianthus serotinus), die Sibirische Schwertlilie (Iris sibirica), Centaurea borysthenica, die Wiesen-Kuhschelle (Pulsatilla pratensis), Epipactis bugacensis, Colchicum arenarium, Iris arenaria, die Groß-Salzmelde (Suaeda pannonica), die Weiße Seerose (Nymphaea alba), das Sumpf-Vergissmeinnicht (Myosotis scorpioides), die Bienen-Ragwurz (Ophrys apifera), der Östliche Aronstab (Arum orientale) und die Wasserfeder (Hottonia palustris).

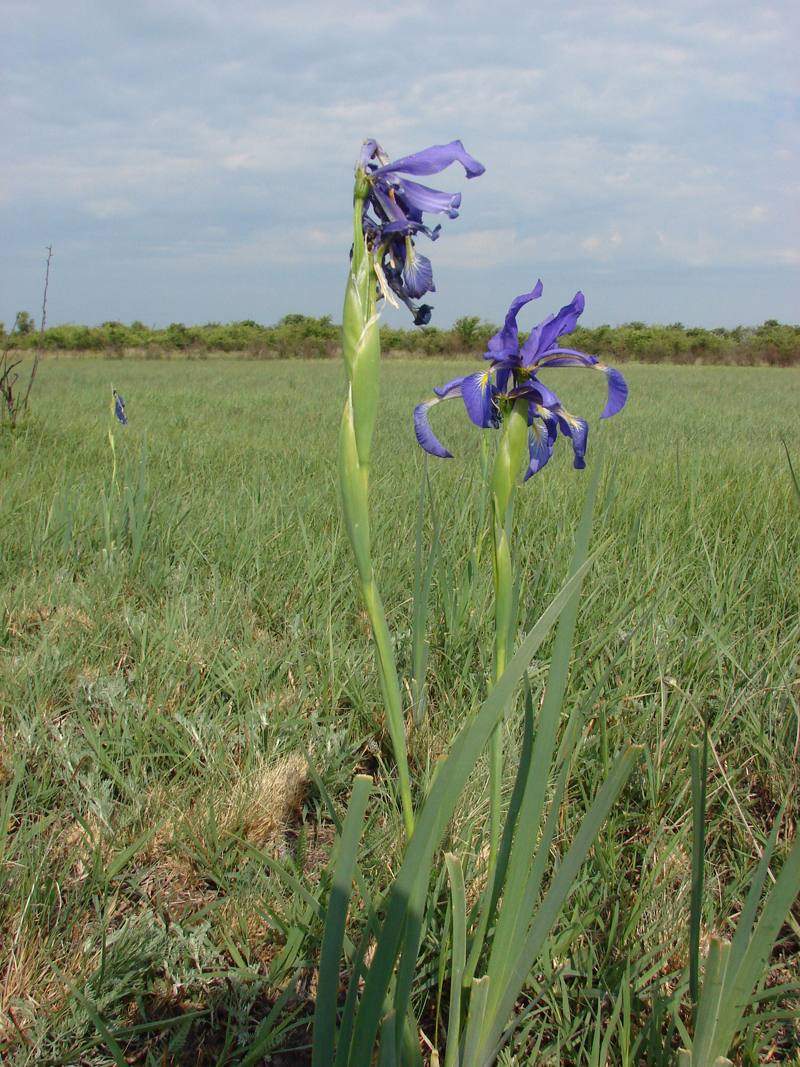
Bastard-Schwertlilie (Iris spuria) im Nationalpark
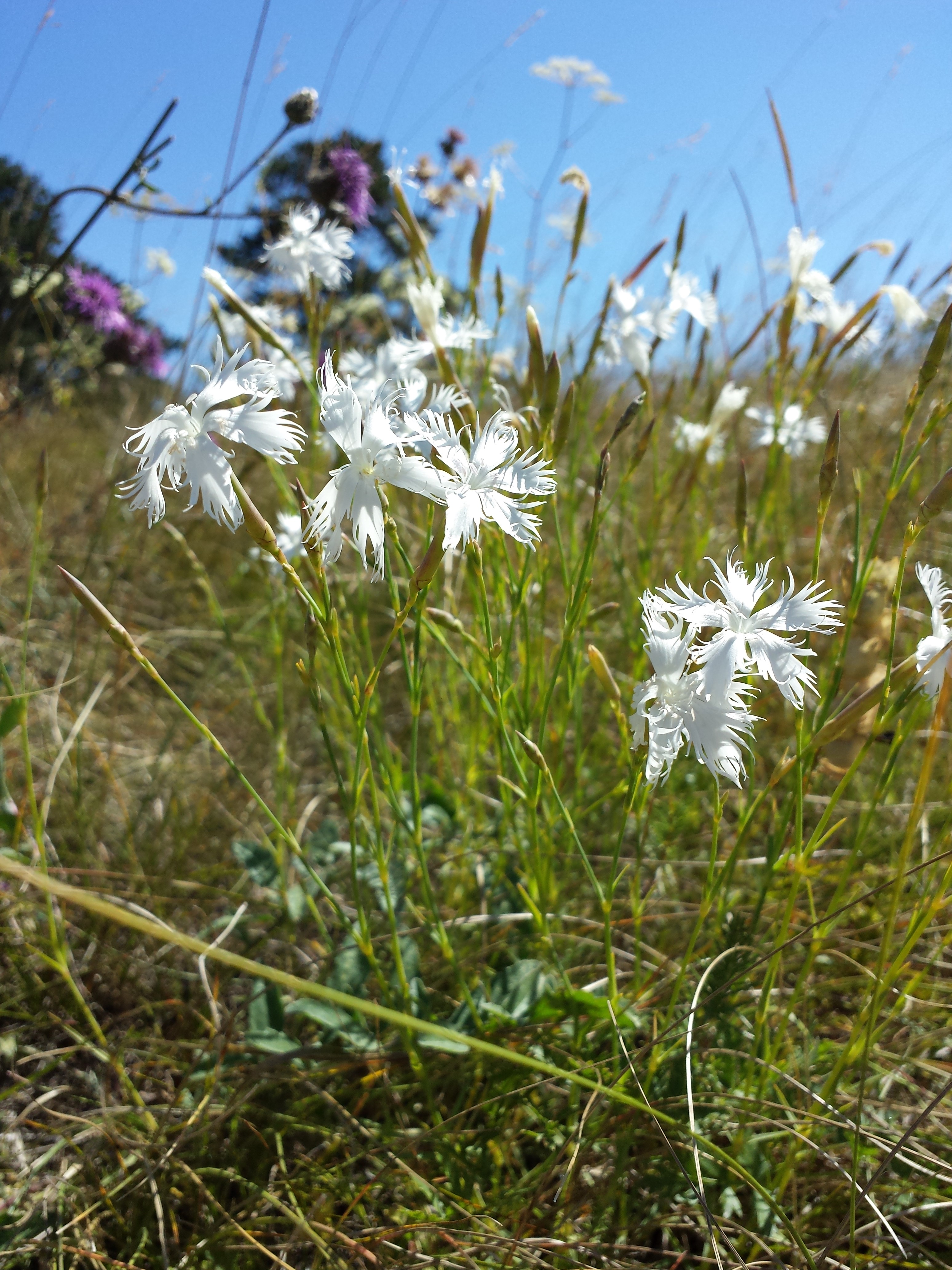
Spät-Nelke (Dianthus serotinus), Beispielfoto

## Fauna
Durch die große Anzahl der Lebensräume, die unterschiedlichen Lebensraumtypen, welche auf vielen Schutzgebietsflächen sich miteinander vermischen und durch den menschlichen Einfluss mit Bemühungen der teilweisen Wiederherstellung der ursprünglichen naturnahen Biotope bietet der Nationalpark einer großen Anzahl an Tierarten ein zu Hause. Beispielhaft sind einige der Tierarten genannt die durch Untersuchungen auf den Flächen aufgezeichnet wurden.

### Amphibien
Die Rotbauchunke (Bombina bombina), der Donau-Kammmolch (Triturus dobrogicus), die Wechselkröte (Bufotes viridis), der Europäische Laubfrosch (Hyla arborea), der Springfrosch (Rana dalmatina), der Teichfrosch (Pelophylax esculentus), der Teichmolch (Lissotriton vulgaris), der Seefrosch (Pelophylax ridibundus) und der Moorfrosch (Rana arvalis).

### Fische
Der Rapfen (Leuciscus aspius), der Steinbeißer (Cobitis taenia), der Bitterling (Rhodeus amarus), der Europäische Schlammpeitzger (Misgurnus fossilis) und der Europäische Hundsfisch (Umbra krameri).

### Wirbellose
Der Braunrote Erdbock (Dorcadion fulvum), der Mondhornkäfer (Copris lunaris), der Dünen-Sandlaufkäfer (Cicindela hybrida), Diacrisia metelkana, der Eisenfarbige Samtfalter (Hipparchia statilinus), die Große Sägeschrecke (Saga pedo) und der Osterluzeifalter (Zerynthia polyxena).

### Säugetiere
Der Fischotter (Lutra lutra), der Steppeniltis (Mustela eversmanii), der Europäische Ziesel (Spermophilus citellus), die Feldspitzmaus (Crocidura leucodon), die Gartenspitzmaus (Crocidura suaveolens), der Große Abendsegler (Nyctalus noctula), die Nordische Wühlmaus (Microtus oeconomus), der Goldschakal (Canis aureus), die Waldspitzmaus (Sorex araneus), die Zwergmaus (Micromys minutus), der Rotfuchs (Vulpes vulpes), das Mauswiesel (Mustela nivalis) und die Wasserfledermaus (Myotis daubentonii). Hinzu kommen die meist zur „Landschaftspflege“ gehaltenen ungarischen Graurinder-, Racka- und Mangalica-Herden.

### Reptilien
Die Europäische Sumpfschildkröte (Emys orbicularis), die Zauneidechse (Lacerta agilis), die Östliche Smaragdeidechse (Lacerta viridis), die Ringelnatter (Natrix natrix), die Taurische Eidechse (Podarcis tauricus) und die Ungarische Wiesenotter (Vipera ursinii rakosiensis).

### Avifauna
Die Anzahl und das Vorkommen der einzelnen Vogelarten ist stark an die Jahreszeiten und das Zugverhalten gebunden. Unter anderem wurden die folgenden Vogelarten aufgezeichnet die stellvertretend auf die unterschiedlichen Schutzgebietsflächen als Lebensraum angewiesen sind:
Der Schlangenadler (Circaetus gallicus), der Drosselrohrsänger (Acrocephalus arundinaceus), der Löffler (Platalea leucorodia), der Kaiseradler (Aquila heliaca), die Großtrappe (Otis tarda), der Brachpieper (Anthus campestris), der Rotfußfalke (Falco vespertinus), die Moorente (Aythya nyroca), die Graugans (Anser anser), die Rohrdommel (Botaurus stellaris), der Rohrschwirl (Locustella luscinioides), der Silberreiher (Ardea albadie), die Rotflügel-Brachschwalbe (Glareola pratincola), die Wiesenweihe (Circus pygargus), der Säbelschnäbler (Recurvirostra avosetta), der Stelzenläufer (Himantopus himantopus), die Lachmöwe (Chroicocephalus ridibundus), der Wiedehopf (Upupa epops), die Blauracke (Coracias garrulus), der Pirol (Oriolus oriolus), der Triel (Burhinus oedicnemus), der Seeregenpfeifer (Charadrius alexandrinus), der Sakerfalke (Falco cherrug), der Mariskensänger (Acrocephalus melanopogon) und der Grauspecht (Picus canus).

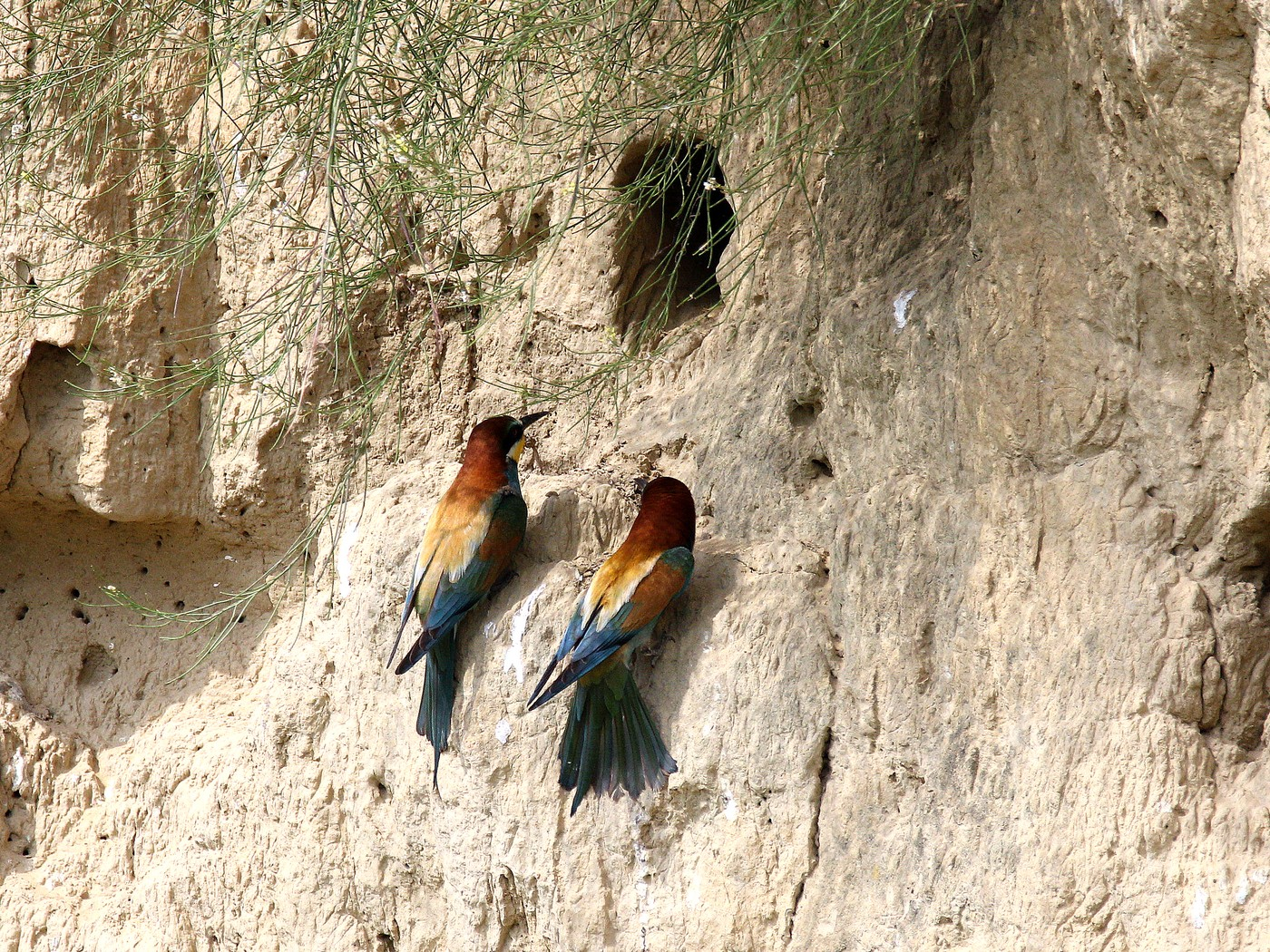
Bienenfresser-Paar vor der Brutröhre an einer Steilwand im Nationalpark
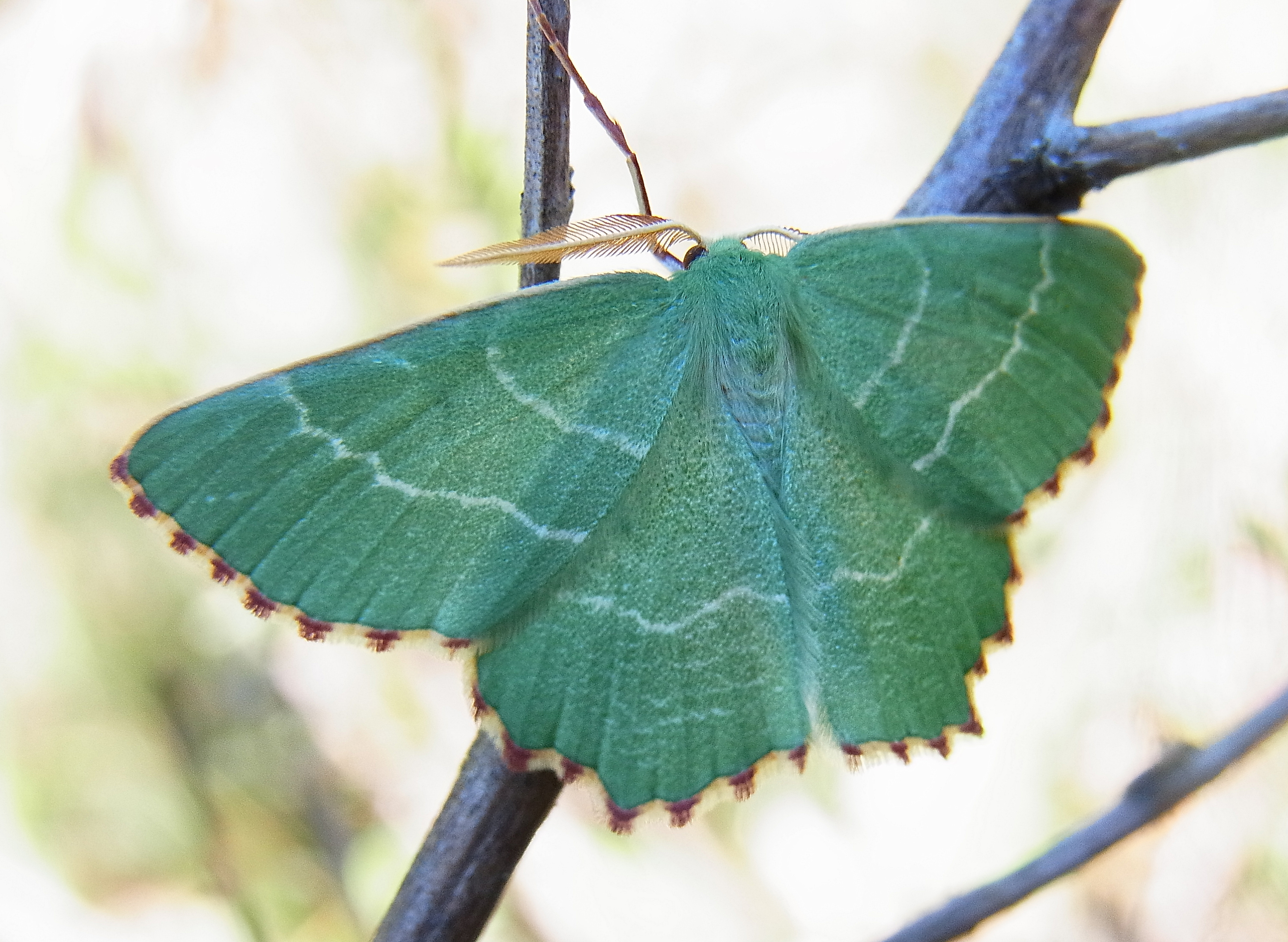
Magerrasen-Grünspanner (Thalera fimbrialis) im Nationalpark